# Australische Badmintonmeisterschaft 1956
Die Australische Badmintonmeisterschaft 1956 fand in Newcastle statt. Es war die 15. Austragung der Badmintontitelkämpfe von Australien.

## Titelträger
| Disziplin    | Sieger                      |
| ------------ | --------------------------- |
| Herreneinzel | Ong Eng Hong                |
| Dameneinzel  | June Bevan                  |
| Herrendoppel | Ong Eng Hong See Chin Leong |
| Damendoppel  | June Bevan Amy Pincott      |
| Mixed        | Don Murray June Bevan       |